# نوروز در سیستان
جشن نوروز جشنی باستانی و قومی در بین مردم سیستانی است. نوروز یکی از کهن‌ترین جشن‌های به جا مانده از دوران ایران باستان است که ارزش و جایگاه ویژه‌ای در میان سیستانی‌ها دارد.

## بی‌بی نوروز
بی‌بی نوروز یا بی‌بی گل‌افروز در سیستان یک آریا بانو است که آمدن نوروز را مژده می‌دهد.

## مراسم علفه
در سیستان روز قبل از عید را «علفه» می‌گویند. در این رسم مردم به مزارع می‌روند و دسته‌ای «جو» خوشه‌نداده را می‌چینند و بر سر در اتاق‌ها آویزان می‌کنند. در روز علفه اغلب خانه‌ها بوی کلوچه می‌دهد. طبق باور سیستانی‌ها، روز علفه، روز گرامی داشتن بی‌بی نوروز است. مردم معتقدند در این روز بی‌بی به همه خانه‌ها سرک می‌کشد به همین دلیل آنها خانه‌هایشان را تمیز می‌کنند. لباس نو می‌پوشند. نان تازه می‌پزند. دختران روی دست‌هایشان را با حنا رنگ و نقش و نگار می بندند. سیستانی‌ها معتقدند بی‌بی نوروز با خاموش‌شدن آخرین تنور به خانه خود می‌رود تا سال دیگر دوباره بازگردد. یک باور قدیمی هم دربارهٔ این شخصیت افسانه‌ای وجود دارد. طبق این افسانه، در فردای سال تحویل اگر باران ببارد این‌گونه تعبیر می‌شود که بی‌بی نوروز سرش را می‌شوید.

## چهارشنبه سوری
«فلسفه چهارشنبه سوری در سیستان» مردم سیستان سیاوش را یکی از مظلومترین چهره‌های شاهنامه می‌دانند که وقتی زنِ پدرش سودابه، به او دل بست هرگز به مکر نامادری گرفتار نشد… تااینکه این جسارت به گوش پدرش کیکاووس رسید و شدیداً مورد خشم او گردید. سیاوش از پدر خواست تا برای اثبات پاکی و بی‌گناهیش ازهفت تونل آتش گذر کند و اگر سالم بیرون آمد، آنرا دلیل بی‌گناهیش بدانند. این آزمون آتش در آخرین سه شنبه سال انجامید و او سرفرازانه بیرون آمد، به دستور پدر این روز جشن ملی شناخته شد. وماهم واپسین سه‌شنبه را به یاد پاکی و انسانیت با پریدن از روی آتش جشن می‌گیریم.
از این رو در سیستان مراسم چهارشنبه سوری معمول بوده و آنرا جشن گرفته، در این روز شاهنامه خوانی نیز نزد مردم سیستان معمول هست همچنین مردم سیستان در این روز آتش روشن می‌کنند. همچنین مردم سیستان گونی، پتو، نمد و لباس‌های کهنه و قدیمی را به صورت گلوله‌هایی درمی‌آورند و آنها در آخرین چهارشنبه سال، آتش می‌زنند و معتقدند که نحوست این شب با این کار از بین می‌رود.
در رسمی دیگر در شب چهارشنبه سوری نیز اعضای خانواده دور هم جمع می‌شوند و آتش درست می‌کنند و عموماً کوپه‌های آتش به سه کوپه می‌رسد چون عدد سه و مضرب سه برای سیستانی‌ها دارای اهمیت و تقدس است. در این شب گوی‌هایی از پنبه در ست کرده و به روغن آغشته می‌کنند و در زمین‌های فراخ سیستان و روستاهایی که امکانش باشد در حضور خانواده بازی می‌کنند و بزرگترها نظارت دارند واین گوی نمادی از خورشید و روشنایی است. همچنین با خواندن اشعاری بویژه شاهنامه خوانی در این شب به شادمانی و انتقال مفاهیم فرهنگی نیز می‌پردازند. در شب چهارشنبه سوری با درست کردن فتیله‌هایی که به روغن آغشته شده‌است آنها را آتش زده در روی پشت بام و کناره دیوار و به قول خود سیستانی‌ها (رف) قرار می‌دهند که همگی نمادهایی است از فرهنگ کهن سیستان است.

## کاسه شکستن
در سپیده دم تحویل سال نو بر اساس یک سنت قدیمی سیستانی تمامی ظروف سفالی که در عرض یکسال از آن‌ها بهره‌برداری شده‌است (کاسه و کوزه) شکسته می‌شد و تکه‌پاره‌های آن‌ها پشت بام جای می‌گرفت یا بالای بام برده و می‌شکستند.
این کار تقدس داشت، زیرا معتقد بودند اگر این کار صورت نگیرد ارواح پلید که درون آن‌ها جای می‌گرفته‌اند، خانواده و اعضای آن‌ها را ناخوش و زرد موی می‌کنند.

## سبزه بستن درب منازل
بستن دسته‌های سبزه به درب منازل از دیگر رسوم میان سیستانی‌ها است. این سبزه می‌تواند از گندم یا هر نوع سبزه دیگر باشد و بوسیله گل بر سردر منازل می‌چسبانند. قوم سیستانی باور دارند که این کار علاوه بر روشنایی چشم باعث ایجاد روحیه شاد می‌شود. سیستانی‌ها این علف‌ها را حتی بعد از خشک شدن، از بین نمی‌برند.

## نوید نوروز با وزش باد پلپلاسی (پرستو)
حضور پرستوها پس از سرمای زمستان در اوایل اسفند ماه نشانگر اعتدال هوا در سیستان است، پرستوها در اوایل زمستان سیستان را ترک و به نقاط گرمسیر کوچ می‌کنند و در اسفند هر سال به سیستان بازمی‌گردند اما باد پنجکه در فاصله ۲۴ تا ۲۸ اسفندماه می‌وزد و اصولاً یک روز بیشتر طول نمی‌کشد.

## رقص سیستانی
رقص سیستانی از جمله رقص چوب، رقص شمشیر و چاپ سیستانی جزئی از فرهنگ مردم سیستان به‌شمار می‌رود. این نوع رقص، فرهنگ مردم این منطقه را به‌زیبایی و همراه با احساسات نشان می‌دهد و پیام‌آور صلح، شادی و یکپارچگی است.

## تخم مرغ و آینه
مردم سیستان قدیم اعتقاد داشتند که کره زمین بر روی شاخ گاو قرار دارد و گاو هم برروی نهنگ ایستاده‌است، موقع تحویل سال نو گاو کره زمین را از روی یک شاخ به شاخ دیگرش منتقل می‌کند بنابراین زمین تکان می‌خورد و این حرکت باعث چرخش تخم مرغ بر روی آینه می‌شود.

## زیارت کوه خواجه در «سیزده‌به‌در»
مردمی که در بخش سیستان زندگی می‌کنند در نوروز و سیزدهم فروردین‌ماه به «کوه خواجه» و زیارت «خواجه غلطان» می‌روند و به اجرای مراسم مذهبی و جشن و سرور می‌پردازند. این مراسم احتمالاً بخشی از عبادت مذهب زرتشتی بوده که همچنان دو هفته بعد از نوروز اجرا می‌شود.